# 지혜의 집

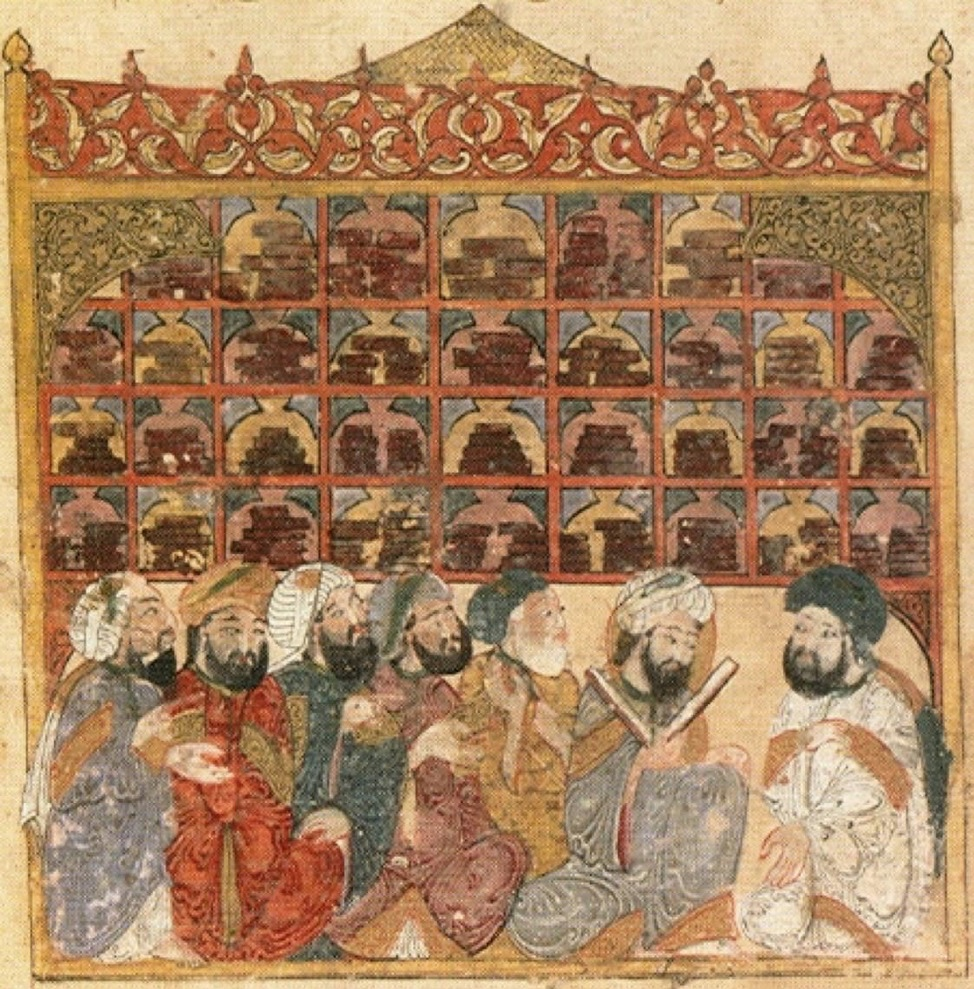

지혜의 집(House of wisdom)은 9세기 경 아바스 칼리파국 기간 동안 이라크의 바그다드에 설립 된 번역 전문 기관을 칭하는 말이다. Bayt-al-Hikma(بيت الحكمة), House of Wisdom으로 번역되어 한국어로는 '지혜의 집' 혹은 '지혜의 전당' 이라고 불린다. 7대 칼리프, 알 마문시대에 세워졌으며, 이슬람의 황금 문화기에 지혜의 보고와 번역 운동의 중심기관으로 자리 잡았다. 지혜의 집에서는 다양한 학문에 대해서 많은 도서들의 번역이 이루어졌고, 고대 그리스 학자들의 주요 저작들의 거의 대부분이 번역되었다.

## 개요

### 이슬람의 시대적 상황
750년에, 아바스 왕조가 우마이야 왕조를 몰아내고 이슬람 제국의 통치자가 되었다. 762년에 칼리프 알 만수르 (재위기간 서기 754 – 775)는 바그다드를 건설하고 수도를 다마스쿠스에서 바그다드로 옮겼다. 알 만수르는 페르시아 사산 왕조의 문물을 받아들였는데, 이 중에서는 다른 나라의 서적도 있었다. 이들을 아라비아 어로 번역하기 위해서 알 만수르는 사산 왕조의 도서관을 본 따 궁정 도서관을 설립했다.
또한, 당시 영향력 있는 가문이었던 바르마크가는 페르시아 문화의 복원과 보호를 장려했다. 그리고 그들은 바그다드에 첫 번째 제지 공장을 설립했다. 제지 공정 기술은 탈라스 전투에서 포로가 된 중국인 기술자에 의해서 전해졌다. 이전에는 파피루스나 양피지를 사용했는데 종이보다 강도가 낮았고 비쌌다. 강하고 싼 종이의 전달은 책과 도서관의 급증을 불러왔다. 또한 도서를 장르와 카테고리에 따라서 분류하는 도서목록이라는 개념이 지혜의 집과 중세 이슬람 도서관에 소개되었다.

### 이슬람 시대의 과학적 배경
이슬람 과학의 대상은 그저 단순히 자연만이 아니었다. 정신적 존재로서의 인간에 대해, 또 인간이 사는 사회에 대해서도 투철한 분석을 가했다. 이슬람 과학은 아주 먼 곳에까지 명성을 떨쳐 지식을 구하는 서구인은 한 사람도 남김없이 탐구 정신을 불태워 이슬람에 눈을 돌리게 되었다. 이슬람 과학은 세계 만물에 보편적인 질서가 있다는 고대 그리스의 철학을 받아들였다. 이러한 보편적인 질서는 인간의 이성에 의해 이해할 수 있는 보편적인 법칙에 의해 지배되고 있고, 일단 그러한 법칙을 파악할 수 있으면 주변의 모든 현상을 쉽게 이해할 수 있다고 생각되었다. 예를 들어 천문학에서, 만일 인간이 천체를 저마다의 위치에서 움직이게 하는 법칙을 알게 된다면 먼 장래에 있어서도 임의의 별의 위치를 미리 알 수 있을 것이다. 이것이 이슬람 과학자의 기본적인 사고방식이었다.
이슬람 학자들은 대부분 전 세계의 참된 성격을 이해하려고 노력하였기 때문에 대개 한 사람이 여러 방면에 걸친 학문적 지식을 추구하였다. 그들은 한 가지의 좁은 분야에 파묻힌 전문 학자가 아니라 의학, 지구과학, 천문학, 수학, 논리학, 형이상학, 나아가서는 음악이나 시 같은 인문과 예술 분야에서도 통달한 과학자 겸 철학자로써의 역할을 했다. 학자들의 명성이 높아짐에 따라 그 해박한 지식을 흡수하기 위해 제국 내의 도처로부터 많은 학생이 그들에게로 모여들었다.
학문은 어디까지나 그 자체의 고상한 목적을 위해 연구되고 있었으나 그 성과는 일상생활에 대대적으로 응용되어 많은 실제적인 효과를 낳았다. 가령 수학은 우주의 복잡한 문제를 풀기 위해 사용될 수 있었으며, 과학, 공학 같은 일상적인 분야에도 응용되었다. 마찬가지로 천문학은 종교에 있어서 중요한 의미를 가졌다. 예배시간, 메카의 방향, 라마단의 새로운 월출시간 등의 중요한 사항을 알 수 있었던 것은 전적으로 천문학 덕분이었다.

## 알 마문
서아시아 아바스왕조 제7대 칼리프(재위 813∼833). 칼리프에 즉위한 이복형 아민을 죽이고 즉위하였다. 타힐왕조와 두라프왕조 가 자립하여 중앙집권이 다소 약화되었으나, ‘지혜의 집’을 창설하고 동서문헌의 아랍어 번역이 조직적으로 행하여, 이슬람의 과학세계가 번영하도록 공헌한 인물이다.
786년 9월 14일, 하룬 알 라시드가 아바스 왕조의 5번째 칼리프가 되었다. 하룬은 바그다드의 궁전에서 지중해부터 인도까지를 포함하는 넓은 이슬람 제국을 다스렸다. 그는 이슬람을 문화적으로 발달시키고, 당시 아라비아에서 이루어지지 않고 있던 지식인 교육을 시키려고 하였다. 하룬 알 라쉬드는 두 아들, 알아민과 알마문이 있었다. 알마문의 정식 이름은 아부 알아바스 아브드 알라 알마문 이븐 알라쉬드(Abū al-‘Abbās ‘Abd Allāh al-Ma’mūn Ibn ar-Rashīd)이다. 제5대 칼리프인 하룬 알 라쉬드와 페르시아계 노예 사이에서 태어났다. 소년 시절에는 바르마크가에서 페르시아식 교육을 받았다. 아버지의 사후 한때 호라산 지방의 태수가 되었으나, 칼리프에 즉위한 이복형 아민과 대립하여 형인 왕을 살해하고 즉위, 819년 바그다드로 귀환하였다.
그는 그의 아버지가 시작했던 지식인들에 대한 후원을 계속하였을 뿐만 아니라 더 나아가 ‘지혜의 집’이라 불리는 아카데미를 설립하였다. 이 '지혜의 집‘에서는 이슬람의 수학, 과학자들이 그리스어로 된 철학, 과학 서적들을 번역하고 새 책들을 출판하였다. 알마문은 알렉산드리아 도서관 이후로 첫 번째 대형 도서관을 세워 비잔티움으로부터 온 귀중한 책들을 보관하기도 하였으며, 또한 이슬람 천문학자들이 선대의 지식을 발전시키도록 천문대들도 설치하였다. 알 마문의 통치 아래에서 이슬람의 학문적 초점은 많은 변천사를 겪었는데, 그 중 하나가 수학과 천문학에 대해서 주목한 것이며, 또한 페르시아 서적에서 그리스 서적으로 관심을 바꾼 것이다. 치세 중 타힐왕조와 두라프왕조가 자립하여 칼리프의 중앙집권이 다소 약화되었으나, 합리주의적인 무타질라파의 교의가 공인되는 등 이슬람 학술사상의 황금기를 이룩하였다.

## 설립

### 설립 기원
아바스 제국(Abbasid Empire) 시기에 페르시아와 같은 외국의 문물들이 대대적으로 아랍어로 번역되었고, 큰 도서관이 건축되었으며, 비잔틴 제국의 학자들을 대거 유입하였다. 하지만 당시 사람들이 거의 대부분 그러했듯이 알 마문도 신이 다스리는 우주에 이성을 적용하는 것이 허용될 수 있을 것인지 미심쩍어 했다. 그러던 어느 날 밤 알 마문은 아리스토텔레스의 유령이 그에게 나타나 이성과 종교는 대립하는 것이 아니라고 보증하는 꿈을 꾸었다. 비로소 안심한 마문은 그 길로 마음을 굳히고 지혜의 집의 창립을 명령했다는 설도 들려온다.

### 설립 목적
지혜의 집은 페르시아 중세 시대의 '도서관'을 의미하는 말에서 단어를 차용해서 Bayt-al-Hikma로 칭해졌다. 초기 지혜의 집은 두 가지 목적으로 건립되었다. 첫 번째는 중세 페르시아의 책들을 아랍어로 번역하는 것이었고, 두 번째로는 그 번역된 도서들을 보존하는 것이었다. 초기 이 두 가지 목적으로 설립된 지혜의 집은 후에 고대 그리스의 다양한 분야의 도서를 번역하는 것으로 범위를 넓혀간다.

### 설립 연도 및 설립 장소
지혜의 집은 9세기 경, 알 마문(813~833)의 통치 아래에서 이라크의 현재 바그다드 자리에 건립되었다.

## 역할 및 활동

### 지혜의 집의 역할
지혜의 집은 전세계에서 가장 크고, 잘 정리된 도서관 중 하나이다. 지혜의 집은 단순히 책을 보관하는 도서관으로서의 역할만 한 것이 아니라, 번역과 지식을 전파하는 보고로서의 역할을 근원적으로 담당하고 있었다. 지혜의 집은 건립 초기 페르시안어로 된 문헌을 아랍어로 번역하는 역할을 담당하였다. 그러나 시간이 흐르면서 고대 그리스어의 문헌들을 보관하고 그것들을 번역하는 것으로 그 범위를 넓혀갔다. 또한 지혜의 집은 종교적 문제, 전쟁으로 인해 갈 곳 없는 학자들에게 국적을 불문하고 피난처를 제공해 주었다. 무슬림, 기독교, 유대교 등 다양한 분야의 사람들이 서로 도와가면서 지혜의 집은 학문의 중심지로 자리잡기 시작했다.

### 지혜의 집의 연구
중세 이슬람, 알 마문(al-Ma'mun) 시대에 사전 건립 조사를 마친 지혜의 집은 인문학과 과학의 학술적 중심지로서 계획되었다. 지혜의 집이 다루는 학문분야는 수학과 천문학을 비롯하여 의학, 화학, 지구과학, 물리학, 지리학, 지도제작법 등에 대해 다양한 분야를 관장하고 있었다. 피타고라스, 플라톤, 아리스토텔레스, 히포크라테스, 유클리드, 플로티누스, 갈레노스, 고대 인도제국의 의사였던 수쉬루타(sushruta)까지 페르시아어, 인도어, 그리스어로 제작된 책들을 모두 받아들여 학자들이 그에 대한 지식을 쌓도록 하였다. 또한 학자들의 독자적인 연구를 통해서 학문을 발전시키고, 새로운 것을 발견하는 것도 장려하였다. 때문에 바그다드는 당시 지혜와 학술의 산실, 중심지라고 불릴만큼 학문적으로 많은 발전을 이루었다. 지혜의 집이 배출한 유명한 학자 중에는 현대 대수학의 아버지라고 불리는 페르시안 학자인 알콰리즈미도 있다.

## 의의 및 영향

### 학문적 영향
9세기 경 지혜의 집을 통해 플라톤, 아리스토텔레스, 프톨레마이오스, 갈레노스 등의 그리스의 대표적인 학자들의 저서가 그리스어에서 이슬람어로 번역됨에 따라서 아리스토텔레스의 철학, 히포크라테스의 의학, 프톨레마이오스의 천문학 등이 이슬람어로 전파되기 시작했다. 이슬람 체계는 다양한 그리스 학자들의 저서에서 얻은 학술적 지식을 기반으로 하여 코란을 재해석하여 이성 중심적인 이슬람의 교리를 적립하였다.
이슬람에서 고대 그리스 학자들의 지식이 활발한 유입을 보이고 있던 같은 시기에 중세 유럽은 고대 그리스의 철학을 배척하여 '암흑의 시대'를 겪고 있었다. 그러나 번역을 통해 흡수한 이슬람의 학문적 성과는 유럽의 스콜라 철학(신학 중심의 철학)의 탄생에 지대한 영향을 미치게 되었다.

### 세계사적 영향

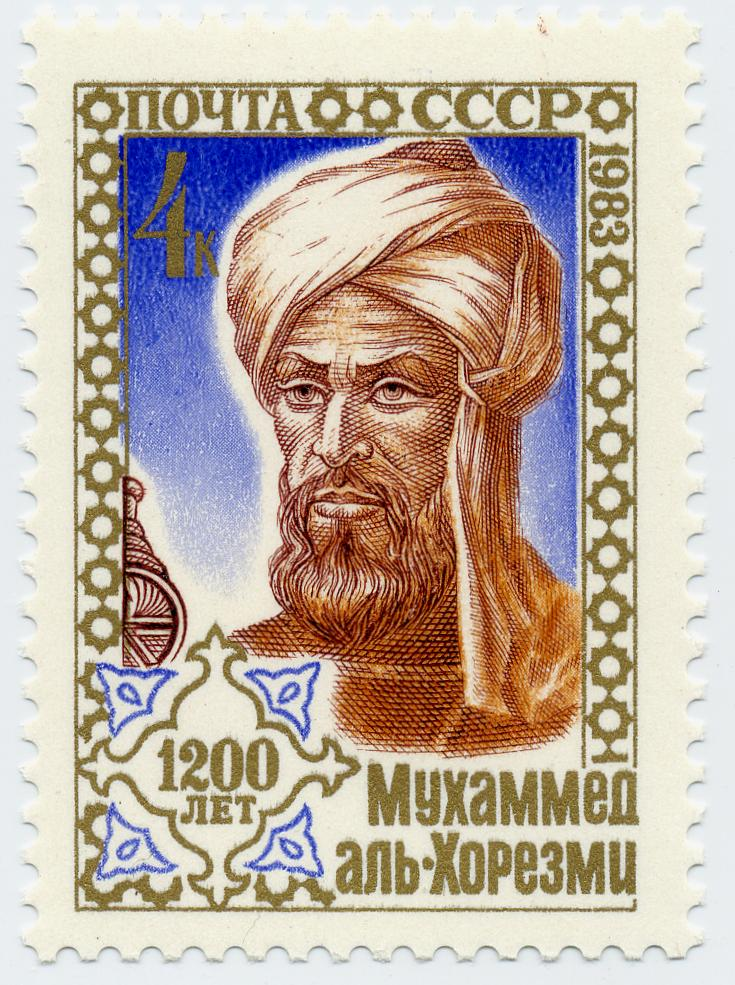
지혜의 집 출신의 유명한 수학자 알콰리즈미

14~16세기 이탈리아에서 시작된 르네상스(영어: Renaissnace)는 학문과 예술의 재생 혹은 부활의 시기로 서유럽 문명사에서 매우 중요한 역사적 사건 중 하나이다. 르네상스 기간에서 특히나 재생과 부활의 초점을 맞췄던 부분이 고대 그리스의 학문과 예술 정신의 부활이었다. 신 중심적이었던 중세시대의 '암흑기'를 거친 유럽사회는 고대 그리스, 로마 문화를 부활시키려고 하였다. 그러나 르네상스 시대 초기, 유럽에서 고대 그리스 학자들의 연구나 사상을 제대로 공부한 학자들은 거의 존재하지 않았다. 이 결과 고대 그리스의 연구, 사상에 대한 수요와 관심이 증가하게 되었고, 그 결과 아랍어로 번역되어있던 고대 그리스 철학이 라틴어로 다시 번역되는 역수입현상이 일어나게 되었다. 이와 같이 이슬람의 학문적 황금 번영시기를 거쳐서 번역된 서적들은 르네상스 운동이 가능하게끔 하는 학문적 밑받침이 되어주었다.
이 과정에서 유럽사회에서 굉장한 명사로 대접받은 이슬람의 학자도 생기게 되었다. 이슬람의 의학자이자 철학자인 이븐시나(980∼1037)는 유럽에서 ‘의학의 아버지’로 칭한다. 또한 이븐 루시드(1126∼1198)는 당대 최고의 아리스토텔레스 주석가로 인정받았다. 영국 철학자 버트런드 러셀(1872-1970)은 이들 두 사람을 빼놓고는 서양 철학이 연결이 안 된다고 언급하였고, 단테(1265∼1321)는 ‘신곡’에서 이븐시나와 이븐루시드를 소크라테스, 플라톤, 아리스토텔레스 등과 ‘동급’으로 묘사했을 정도로 이슬람의 문명은 유럽사회로 빠르고, 의미있게 전파되었다. 유럽이 종교적으로 이슬람을 배척한 것은 사실이었으나, 그 당시 유럽의 학자들은 이슬람 세계를 자신의 스승과 학문적 동료들이 사는 곳으로 바라봤다.

### 과학적 영향
지혜의 집은 세계의 과학사 흐름에 있어서도 많은 영향을 주었다. 지혜의 집은 본래 외국 서적의 보관과 번역을 관장했다. 많은 서적들이 팔라비어, 고대 시리아어, 그리고 그리스어와 산스크리트어로부터 번역되었다. 과학, 수학, 농학, 약학, 그리고 철학에 대한 서적들이 번역되었다. 후에 유럽 사람들은 오히려 그리스어로 된 도서가 아닌, 아랍어를 라틴어로 번역하는 과정을 거쳐서 과학에 대한 지식을 습득할 수 있었다. 지혜의 집은 고대 그리스 철학과 유럽의 과학발전의 다리역할과 같은 역할을 하였다. 뉴턴, 아인슈타인 등 유럽의 과학혁명이 일어날 수 있었던 이유도 아랍어로 번역된 고대 그리스 철학자들의 도서들이 남아있었기 때문이다.

## 관련 기관

### 마드라사

마드라사는 이슬람 교육기관으로 이용되었다

교육시설을 가리키는 아라비아어로 메드레세라고도 하는데 전통적으로는 울라마를 육성하기 위한 고등교육시설을 말하며 초등교육에 해당하는 쿠타브(학교)에 대해서 학원이라고 번역된다. 법학을 중심으로 코란제학, 하디스학, 신학, 언어학, 고시학 등의 교수를 중심으로 수학, 과학, 의학, 철학 등 이슬람에게는 외래의 학문도 교수되는 경우도 있으며, 이슬람 세계에 널리 존재해서 작은 마을에도 하나 이상, 대도시에서는 수십에서 100개를 초월하는 마드라사가 있었다. 마드라사는 큰 모스크 그 자체인 경우도 있으며, 또한 모스크의 부속시설인 경우도 있었다. 수업은 모스크의 예배당에서 이루어지는 경우가 보통이었는데, 경우에 따라서는 마드라사로서의 특별한 시설에 모스크가 부속되어 있는 것도 있다.
한편 대규모의 마드라사가 되면 수십 명의 교수에게 봉급을 지불하고 수백 명에서 천 명을 넘는 학생에게 장학금과 기숙사를 제공했는데 그들 재원은 주로 와쿠프(기부된 토지)로, 와쿠프 자체는 권력자가 기부한 경우가 적지 않았지만, 와쿠프의 운용이나 마드라사에서의 수업내용은 정치에서 어느 정도 자립해서 이루어졌다. 또 학생은 한 곳의 마드라사에서만 공부하기보다는 스승을 구해서 각지의 마드라사를 유학하는 것이 보통으로, 울라마로서 인정되기까지 10년에서 20년 정도나 걸렸다. 이슬람세계에 보편적인 제도로서 마드라사가 탄생하는 것은 11세기부터로, 셀주크 왕조의 재상 니잠 알무르크가 건설한 니자미야 학원이나 아이유브 왕조의 창시자 사라프 아딘 등에 의한 조직적인 설립이 보인다.
마드라사와 지혜의 집, 두 곳 모두 학술적인 역할을 담당하고 있었던 기관이기는 하지만 성격상 차이가 존재한다. 마드라사는 이슬람의 합법적 고등교육기관으로써 초등교육 보다는 외래과학이 포함된 고급 학문을 배우는 곳이었다. 마드라사는 모스크와도 연계되어 있으며, 사적인 집단에 유사하게 운영되었고, 대부분의 세속적인 과학의 발상지로 자리 잡게 되었다. 그러나 거의 대부분의 과학을 원하는 수준만큼 배울 수 있는 학교와 비슷한 역할이었다. 반면에 지혜의 집의 경우에는 국가에서 지정한 현재의 국립 연구원에 가까운 수준이었다. 학교와 가르침의 기관으로 운영되기 보다는 학자들을 모아서 번역을 담당하고, 자유로운 분위기에서 다양한 분야의 연구를 장려하며, 수많은 도서들을 관장하는 도서관으로써의 역할이 두드러지게 나타났다.

### 모스크

모스크의 사진

모스크는 이슬람교 사원을 칭하는 말이다. 당시 이슬람 세계에서는 비록 종교적인 색깔이 두드러지기는 했으나 모스크 또한 학문의 중심지였다. 당시 모스크에는 기도 시간을 알리는 시간 계시원(영어: clockers)라는 직업이 있었는데, 이 난해하지만 정확해야 하는 일을 수행하기 위해 저명한 천문학자 혹은 최소한의 훈련 과정을 거친 전문가를 통해서 이루어졌다. 당시 이슬람에서는 천체관측과 해시계를 통해 기도 시각을 계산했기 때문에 모스크를 통해 시간의 과학은 발전할 수 밖에 없었다. 또한 메카를 향해 기도해야 하는 교리로 인해 모든 지역마다 방향을 찾기 위한 지리학도 자연스럽게 발전하게 되었다. 이러한 모스크 내부에서의 과학은 지혜의 집에서 연구되었던 과학과는 다른 종교로의 응용을 위한 과학에 가깝다고 할 수 있다. 물론 지혜의 집에서 발전된 과학과 모스크에서 발전되고 있었던 과학이 서로 독립적으로 발전했던 것은 아니다. 발전된 과학은 이슬람 세계 내에서 공유되고 있었지만, 모스크와 지혜의 집은 서로의 목적과 연구방향이 달랐던 과학이라고 말할 수 있다.

### 이슬람의 도서관
도서관을 지혜의 집(영어: Bayt al Hikma)으로 부르면서 종교, 과학, 문학 등의 자료를 광범위하게 수집하였다. 도서관은 발전된 이슬람의 자연과학 문명을 육성한 또 다른 중요 기관이었다. 대부분이 마드라사나 모스크(이슬람의 사원)에 부속기관과 같이 딸려 있었으며, 사서들에 의해 관리 되었다. 대중들에게 개방된 도서관이 이슬람 전체에 수 천개의 수준까지는 아니지만, 수백 개 정도는 설립되었다. 코르도바(현재 스페인 영지)에만 해도 70곳의 도서관이 있었으며, 그 중 하나는 소재되어있는 장서만 40~50만 권에 육박하였다. 바그다드에는 13세기 경에 30곳의 마드라사와 부속 도서관이 있었으며, 1500년 다마스쿠스에는 150곳의 마드라사와 도서관이 있었다.
마라가 관측소 부속 도서관은 40만 권의 장서를 보유하고 있었다. 10세기 카이로에서 본 글의 지혜의 집(Bayt al Hikma)가 아닌 다른 지혜의 집(Dar al'-lim)으로 불리던 곳은 200만 권을 소장하였고, 18,000권이 과학 서적이었던 것으로 추정된다. 10세기 의학의 아버지로 칭해지는 의사 '이븐 시나(980~1037)은 아시아인에게 왕립도서관을 다음과 같이 전하였다.
 거기에서 나는 주제별로 분류된 책이 겹겹이 쌓여 있는 수많은 방을 보았다. 아랍 문헌과 시에 할당된 방과 법학에 할당된 방이 있었고, 각각의 특수한 과학도 방 하나씩을 차지했다. 나는 그리스 저자 목록을 뒤져 내가 원하는 책을 찾아보았다. 나는 그 제목을 들어본 사람조차 극히 드문 책들과 나 자신이 그 전에도 후에도 보지 못한 책들을 보았다. 
8세기 경 중국의 종이 제작 기술이 유입되면서 도서관의 번창에는 한껏 더 많은 기여를 하게 되었다. 이처럼 이슬람은 당시 중세의 유럽 도서관보다 소장하는 장서가 더 많았고, 발달된 도서관 체제를 유지하고 있었다. 이렇게 수많은 장서를 수집하는데 든 비용은 칼리프와 부유한 후원자들에 의해서 일어났음이 분명하다.
대표적인 도서관으로 알렉산드리아 도서관이 있다. 알렉산드리아 도서관은 기원전 4세기, 마케도니아의 왕 알렉산더가 지중해를 넘어 이집트를 점령한 후 이집트에 북부에 자신의 이름을 딴 기획도시 알렉산드리아를 세웠다. 알렉산더 왕이 죽은 후 이 지역의 통치권을 쥐게 된 프톨레마이오스 1세는 기원전 323년에 당시로서는 극히 드문 거대한 도서관을 건립했다. 장서는 약 60만권의 파피루스에 기록된 두루마리 책을 소장하였다. 이 도서관은 로마군에 의해 전소되기까지 300년 동안 서양 헬레니즘 문명의 요람 구실을 하였다.

### 이외의 지혜의 집
바그다드가 아닌 다른 곳에서도 지혜의 집으로 불리는 기관들이 많이 존재했다.
- 이집트 카이로에서는 파티미드 칼리프, 알 히큼 비 암에 의해서 1004년에 또 다른 지혜의 집(Dar al-Hikmah)이 설립되기도 하였다.
- 아바스 시대에 연구의 중심지로써 작용했던 지혜의 집(Bayt al-Hikma) 이후에도 13세기에 들어서는 예전의 이슬람 중세시대에 세워졌던 지혜의 집(Bayt al-Hikma)와는 다르게 마드라사를 다 포함하는 지혜의 집이 설립되기도 하였다.
- 파키스탄에 설립된 가장 큰 도서관인 하담 대학교에 있는 도서관도 지혜의 집(Bait al Hikmah)이라고 부른다.

## 같이 보기
- 마드라사
- 모스크
- 이슬람

## 참고 문헌
- Encyclopedia of the History of Arabic Science (limited on-line access) 보관됨 2011-09-01 - 웨이백 머신
- 과학과 기술로 본 세계사 강의(Science and Technology in world History) / 제임스 E. 매클렐란 3세
- 이슬람 / 동아출판사